# Trnávka (powiat Dunajská Streda)
Trnávka (węg. Csallóköztárnok) – wieś (obec) na Słowacji, w kraju trnawskim, w powiecie Dunajská Streda. Miejscowość położona jest na Nizinie Naddunajskiej.